# 郑厚植
郑厚植（1942年8月26日—），男，江苏常州人，中国物理学家，中国科学院半导体研究所研究员，半导体超晶格国家重点实验室学术委员会主任，国家“973”计划IT前沿中的量子结构、量子器件及其集成技术项目首席科学家。

## 生平
1965年毕业于清华大学无线电电子学系。1995年当选为中国科学院院士。曾任中国科学院半导体研究所所长。